# Krematorium Meißen

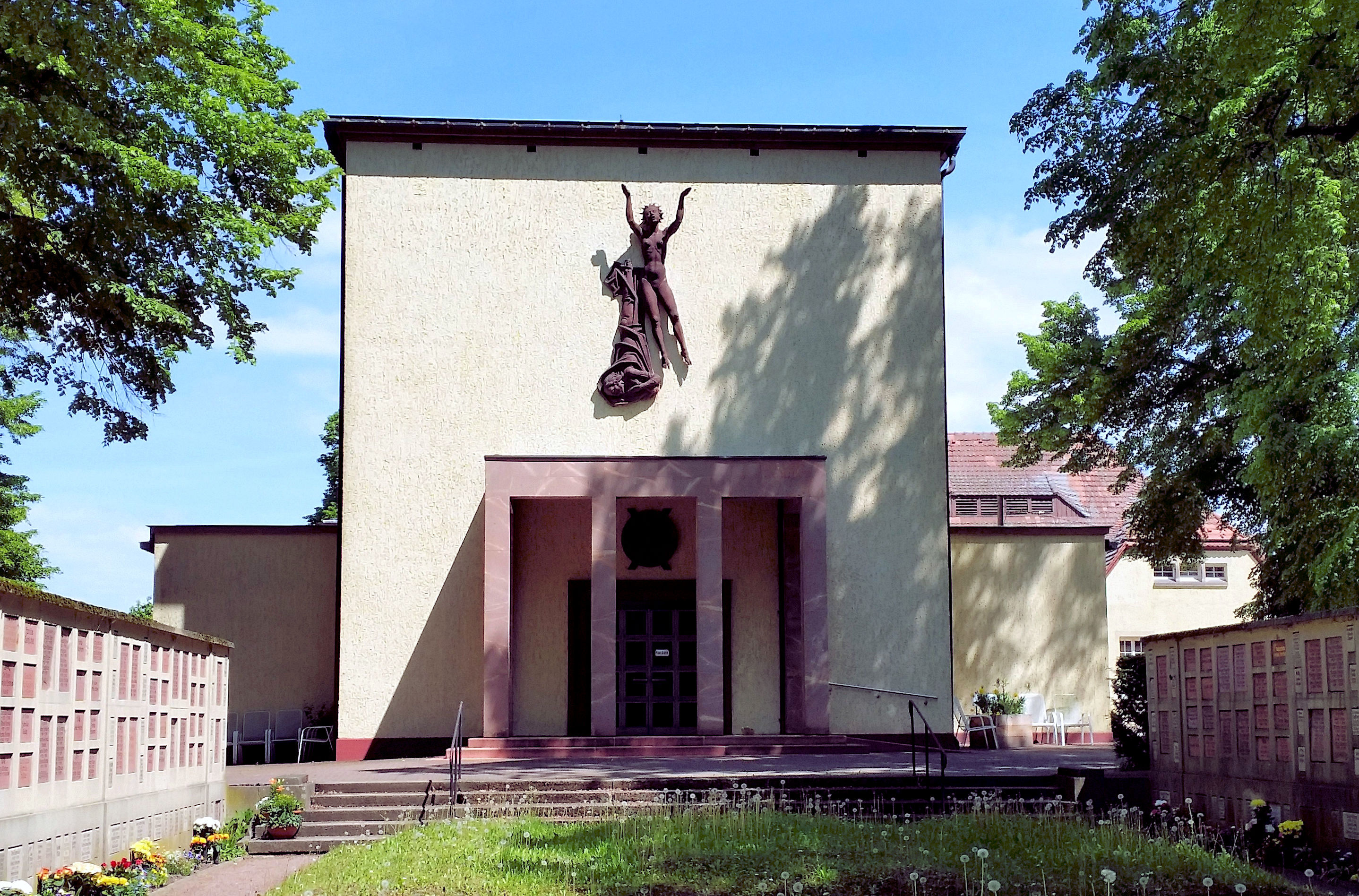
Parentationshalle vom Krematorium Meißen

Das Krematorium Meißen ist eine Feuerbestattungsanlage mit Sakralgebäude auf der linkselbischen Seite der Stadt Meißen. Es wurde nach einem Entwurf des Baumeisters Carl Vogel aus Meißen erbaut.

## Lage
Das Krematorium liegt auf dem Friedhof der Frauenkirchgemeinde Meißen an der Nossener Straße. Seit 1994 gilt eine Neufassung des Erbbaurechtsvertrags mit der Frauenkirchgemeinde für 99 Jahre. An der Nossener Straße 36 besteht ein gemeinsamer Eingang. Seit 1994 gibt es außerdem eine separate Auffahrt für Fahrzeuge. Mit dem Bestattungswesen und dem eigentlichen Krematorium bestehen zwei Betriebsteile. Der Betriebsteil Bestattungswesen betreibt zudem noch eine Filiale in Nossen und Weinböhla sowie die drei Agenturen in Großenhain, Riesa und Radebeul.

## Geschichte

### Vor 1945

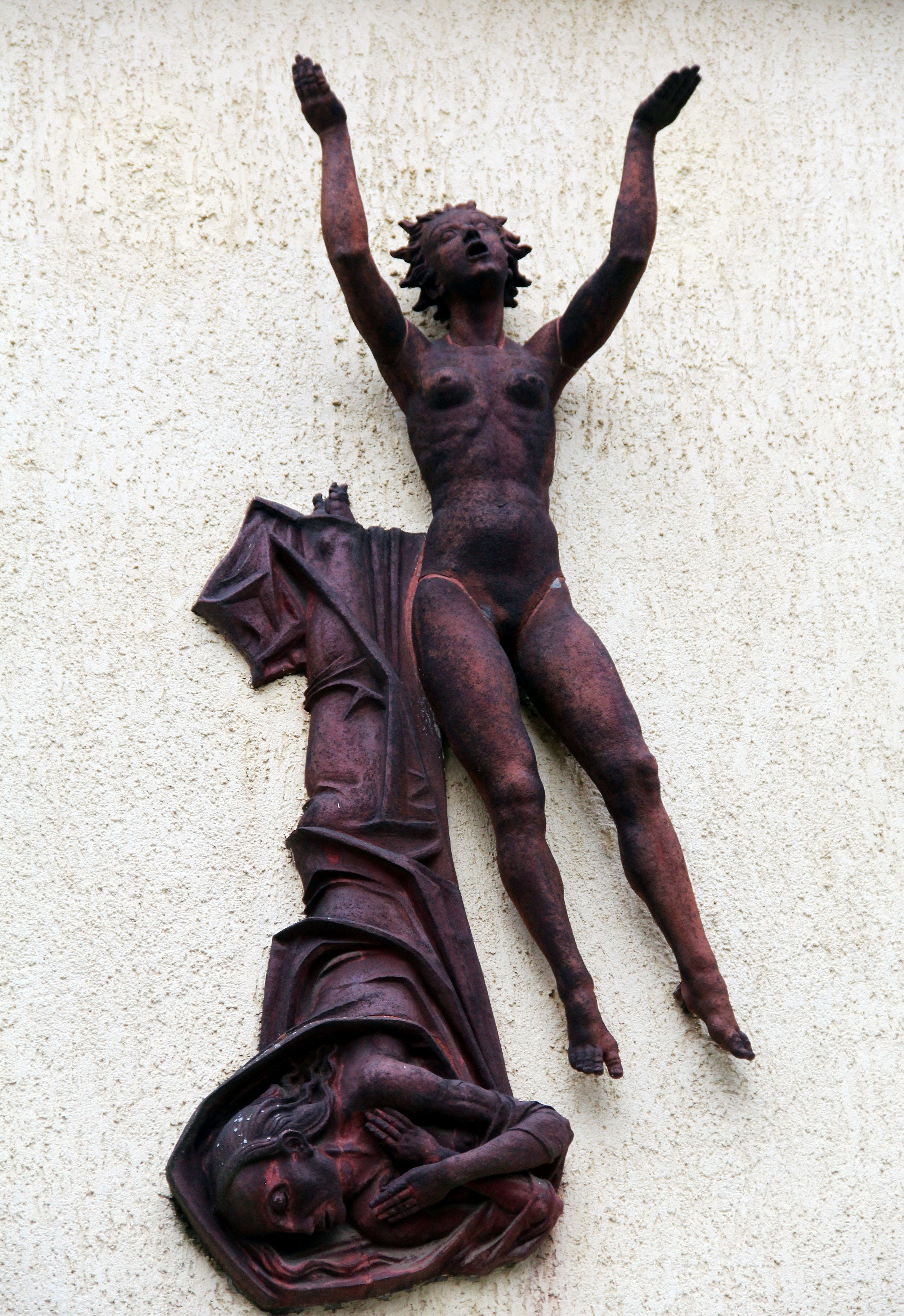
Skulptur an der Außenfassade

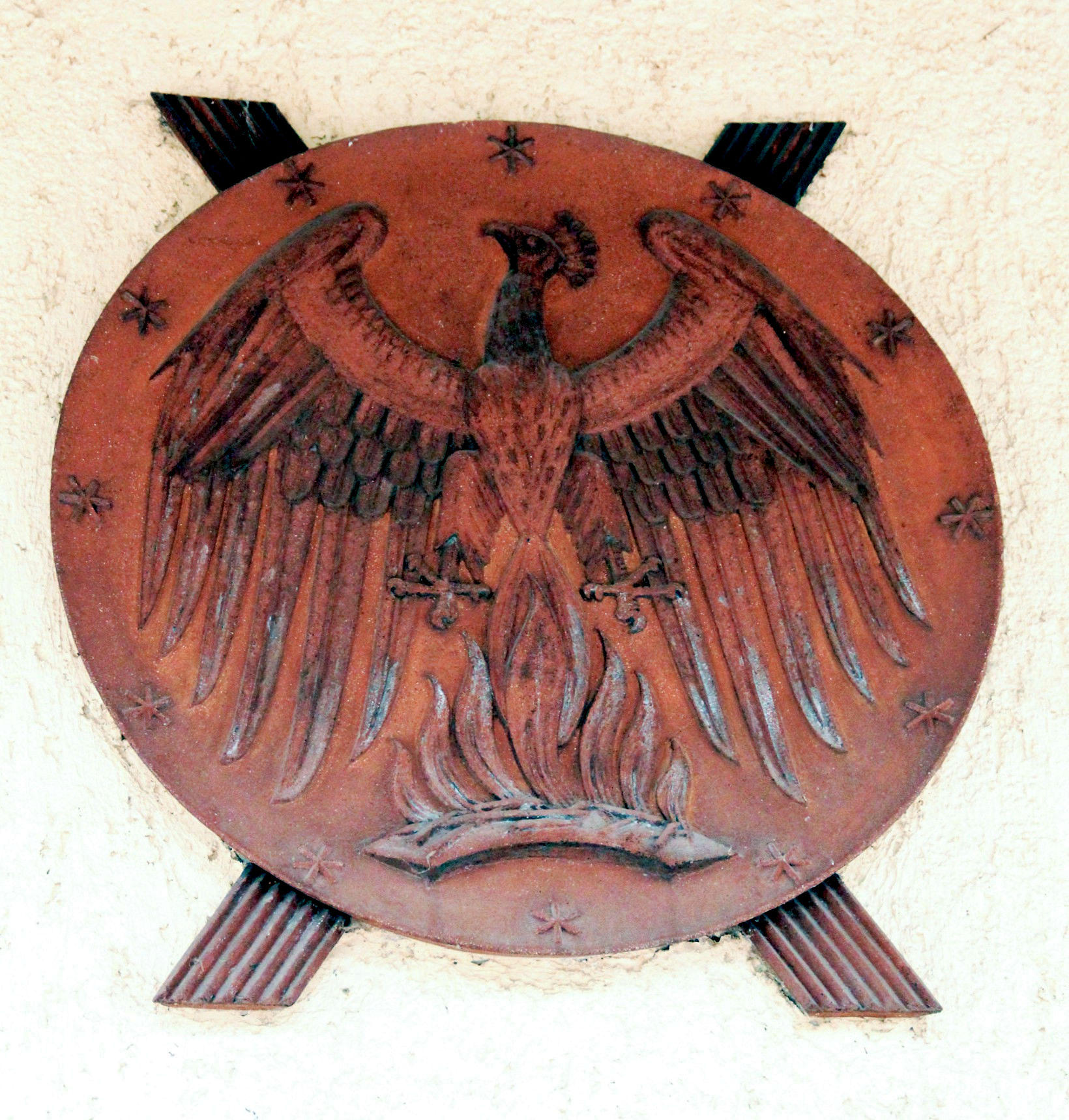
Medaillon mit Phönix über dem Eingang

Mit der Gründung eines Feuerbestattungsvereins in Meißen im Jahre 1911, als „Verein für Feuerbestattung zu Meißen V. V. a. G.“, der 1912 Mitglied im Landesverband Sachsen der Feuerbestattungsvereine wurde, war auch der Bau eines Krematoriums ins Auge gefasst worden. Zwei Bauentwürfe aus dem Jahre 1914 scheiterten aber an der Finanzierung. Die zahlreichen Einberufungen zum Ersten Weltkrieg ließen dann das Vereinsleben im Jahre 1915 fast ersterben.
Am 30. November 1920 trat das Sächsische Feuerbestattungsgesetz in Kraft. Um den Bau eines Krematoriums zu finanzieren – über ein Grundstück verfügte der Verein damals noch nicht –, wurde 1921 eine Spendenaktion mit Porzellanmedaillen ins Leben gerufen. Gestaltet wurden die Medaillen zu 20 Mark von Emil Paul Börner. Die Aktion brachte kein Geld ein und die korrekte Abrechnung blieb im Dunkeln. Ab 1923 wurde den Mitgliedern des Vereins eine kostenlose Bestattung garantiert. Im Ergebnis der Inflation war das  Geldvermögen des Vereins entwertet und er musste sich organisieren. Er kaufte einen Kremierungsofen für 16 Milliarden Inflationsmark von der Firma J. A. Topf & Söhne in Erfurt und benannte sich in „Feuerbestattungsverein Meißen und Umgebung e. V.“ um.
Eine 1924 veranstaltete Lotterie, um finanzielle Mittel für den Kauf eines Grundstücks und den Bau des Krematoriums einzunehmen, brachte erneut kaum Geld ein. Schließlich fasste der Stadtrat von Meißen den Beschluss, den Bau nebst Finanzierung selbst in die Hand zu nehmen. Der Verein stellte 1925 den vorhandenen Kremierungsofen der Stadt zur Verfügung. Im Jahre 1930 wurde zum Bau der Entwurf von Baumeister Vogel ausgewählt. Ein Mantel- und Erbbauvertrag mit der Frauenkirche wurde geschlossen. Die Grundsteinlegung zum Krematoriumsbau mit Feierhalle erfolgte am 1. November 1930. Finanziert wurde er durch eine Sparkassenhypothek über 100.000 Reichsmark, 40.000 Reichsmark Vereinsrücklagen sowie 30.000 Reichsmark an Anteilscheinen. Die Vorstandsmitglieder bürgten für weitere 35.000 Reichsmark. Emil Paul Börner übernahm die künstlerische Ausgestaltung der Parentationshalle und am 8. Oktober 1931 wurde das Krematorium nach mehreren Unterbrechungen beim Bau eingeweiht. Ein Glockengeläut zunächst mit vier Porzellanglocken baute Emil Paul Börner in den Chorraum ein; es wurde 1938 zum Porzellanglockenspiel mit sechs Glocken erweitert. Die Spielmechanik lieferte die Leipziger Uhrenfabrik Bernhard Zachariä. Im Jahre 1934 wurde mit dem Reichsfeuerbestattungsgesetz im Krematorium Meißen die Zweite Leichenschau eingeführt, um eventuelle unnatürliche Todesursachen auszuschließen. Gleichzeitig wurden Einäscherungen in die staatliche Hand gegeben, um zu garantieren, dass keine illegalen Einäscherungen vollzogen werden. Im Jahre 1936 wurde die endgültige Ausgestaltung der Feierhalle mit einem italienischen Mosaik von Max Helas, nach einem Entwurf von Emil Paul Börner, abgeschlossen. Ein zweiter Ofen wurde 1937 beschafft, ein gleichzeitiger Betrieb beider Öfen war aber noch nicht möglich. Der Zweite Weltkrieg verzögerte die Errichtung von Urnenmauern auf dem Friedhof. Nach den Luftangriffen auf Dresden im Februar 1945 wurden auch im Krematorium Meißen viele Opfer eingeäschert. Kurz vor Ende des Zweiten Weltkrieges kam es im März und April 1945 an einer Mauer auf dem Gelände des Krematoriums zu Erschießungen von 16 kriegsgefangenen Zwangsarbeitern aus Frankreich, Italien, Polen und Russland im Namen des nationalsozialistischen Staates. Das Krematorium wurde in den Jahren des Krieges von SS-Truppen bewacht. In dieser Zeit kam es auch zur Hinrichtung von 19 Kriegsgefangenen und Kriegsgegnern aus dem Konzentrationslager Waldheim. Am 10. Mai 1945 wurde das Krematorium von der Stadtverwaltung Meißen beschlagnahmt, allerdings ging der Betrieb am 11. Mai 1945 weiter und es folgte fast zeitgleich der Übergang des Krematoriums an die Stadt Meißen. Damit war der Feuerbestattungsverein praktisch aufgelöst. Am 15. November 1945 wurden in Sachsen alle Versicherungsvereine liquidiert.

### Nach 1945
Am 29. Januar 1947 fand die 10.000 Einäscherung statt. Es folgte der endgültige Übergang des Betriebes an die Stadt Meißen. Eine erste Reparatur des Hauptdaches mit Kupfer gab es 1951. Drei Jahre später wurden einige Grundstücke, die im Besitz des Krematoriums waren, an die Wohnungsverwaltung Meißen zur Errichtung von Eigenheimen übergeben. Im Jahre 1962 erfolgte ein Umbau beider Öfen, um den Gasverbrauch bei den Einäscherungen zu verringern. Zur ersten Erweiterung des Krematoriums mit dem Einbau von Sozialräumen für die Feuerbestatter kam es 1966. Fünf Jahre danach wurde eine Generalreparatur des Feierhallendaches durchgeführt. Obwohl es bereits zwei Kremierungsöfen gab, konnte erst durch einen neu erbauten Schornstein im Jahre 1973 und einen Anbau mit neuen Rauchgaskanälen der Zwei-Öfen-Betrieb beginnen. Durch den Übergang zum VEB Dienstleistungsbetrieb der Stadt Meißen, Abteilung Krematorium, verlor das Krematorium 1979 seine Selbständigkeit als eigenständiger Betrieb. Eine umfangreiche Sanierung begann 1985. Nach damaligen Plänen sollte das Krematorium bis in die 1990er Jahre fertig saniert und mit einer Rauchgasreinigung versehen sein.
Im Jahre 1991 wurde der VEB Stadtwirtschaft endgültig aufgelöst und nun dem Amt für Stadtwirtschaft Meißen zugeordnet. Von 1991 bis 1993 wurden einige Bestatter-Filialen eröffnet. Ab 1993 wurden die Verstorbenen mit Computertechnik erfasst, außerdem erfolgte die schrittweise Sanierung des Unternehmens. Erst 1994 endete die Ära mit der Beschäftigung von eigenen Musikern. Mitunter waren fünf Musiker und Gesangsinterpreten beschäftigt. In den Jahren 1995 bis 2000 kam es zu weiteren umfangreichen Erneuerungen und Umbauten bei Öfen, Kühlanlagen sowie Filtertechnik. Die Sanierung der Feierhalle und des Tempelvorbaues wurde 2001 realisiert. Im gleichen Jahr erfolgte die 200.000. Einäscherung. Sämtliche Einäscherungen ab dem Jahre 1931 wurden genau festgehalten und können noch heute nachvollzogen werden. Sämtliche Bücher wurden auf elektronischen Medien gesichert. Weiterhin beschloss in diesem Jahr der Stadtrat den Bau der schon länger geplanten Öfen drei und vier. Die Sanierung der Öfen eins und zwei erfolgte 2002 planmäßig. Weitere Sanierungsarbeiten und Erneuerungen an der Leichenhalle sowie an Kühl- und Filteranlagen gab es in den Jahren 2003 bis 2011. Der Eigenbetrieb wurde 2012 in eine GmbH umgewandelt. Seit 2013 werden in der kälteren Jahreszeit und bei entsprechenden Außentemperaturen die Kühlanlagen automatisch heruntergefahren und mit kalter Außenluft auf der vorgegebenen Temperatur gehalten. Für eine bessere Akustik in der Feierhalle wurden im Jahre 2015 schalldämmende Teppiche aufgehängt, welche dem räumlichen Charakter auch optisch eine besondere Identität verleihen. 2016 erfolgte planmäßig die Erneuerung der gesamten Ofensteuerung. Im Jahre 2018 konnte die Sanierung der Räume auf der Nordseite des Krematoriums abgeschlossen werden. Die Steuerung der beiden Öfen wurde komplett auf ein neues Steuerungs- und Reglungssystem umgestellt.
Die historischen Leuchter in der Feierhalle wurden im Jahre 2019 durch stabilere originalgetreue Nachbauten ersetzt. Die neuen Leuchter sind nun aus Edelstahl gefertigt. Die Originalleuchter werden weiterhin im Krematorium aufbewahrt.
Am 2. November 2020, fast genau 90 Jahre nach der Grundsteinlegung vom Krematoriumsbau, erfolgte die Grundsteinlegung für eine weitere unterirdische Leichenhalle. Die Kapazität wird dabei um 17 Stellplätze ausgebaut. Die notwendigen Beschlüsse vom Stadtrat liegen dafür seit den Jahren 2001 und 2002 vor. Die Finanzierung des Bauprojekts von rund 1,5 Millionen Euro erfolgt dabei ausschließlich aus erwirtschafteten Eigenmitteln.
Die Auswirkungen der Coronapandemie waren auch im Krematorium Meißen zu spüren. Der Höhepunkt begann im November 2020 und dauerte bis März 2021. In dieser kurzen Zeit wurden 1.700 Verstorbene mit einer Coronadiagnose zusätzlich zu den an anderen Diagnosen Verstorbenen eingeäschert. Die Verstorbenen mussten in dieser Zeit auch in der kühlfähigen Feierhalle gelagert werden. Der Spitzenwert von aufbewahrten Verstorbenen lag bei 432 an einem Tag. In dieser Zeit wurden mit den zwei Einäscherungsöfen im Krematorium Meißen fast ein Drittel aller sächsischen Verstorbenen eingeäschert. In Sachsen gibt es aktuell noch 16 weitere Einäscherungsöfen. Im Jahre 2021 hat man die Stromverteilung neu konzipiert, die Büroräume modernisiert und neu aufgeteilt.

Baustelle Krematorium Meißen 2022

### Bau der unterirdischen Leichenhalle ab 2020
Anlässlich des 90. Jahrestages der Grundsteinlegung wurde am 2. November 2020 der Grundstein für die geplante unterirdische Leichenhalle gelegt. Die erste Gestaltungskonzeption nach neoklassizistischem Vorbild entstand auf Grundlage einer Idee von Charlotte Rademacher, welche die optische Linienführung mit Treppen und einem Säulenabschluss konzipierte.
- 2021 Mit dem Bau der unterirdischen Leichenhalle wurde im April begonnen. Dieser Gebäudeteil war entscheidend für den innerbetrieblichen Transport der Verstorbenen in drei Ebenen (Erdgeschoss, Keller 1 und Keller 2). Von hier aus konnten die Erweiterungsbauten in alle Richtungen erfolgen. Begonnen wurde mit dem Fundament für den Baukran. Die ins Erdreich eingebrachten 78 Stück und 14 Meter langen Bohrpfähle (12 Meter im Lehm und 2 Meter in der Kiesschicht) stützen dabei die vorhandene alte Leichenhalle ab. Die Bohrpfähle wurden 18 Meter vertikal unter der Leichenhalle verankert.

- 2022 Die Bodenplatte für die unterirdische Leichenhalle wurde im April gegossen und im Juli konnte die zweite Kelleretage errichtet werden. Im September folgte das erste Kellergeschoss und im November war der ebenerdige Aufbau als Rohbau abgeschlossen. Im Notfall konnte nun schon die erste Kellerebene mit Verstorbenen belegt werden. Ab Oktober folgte schrittweise der Innenausbau in der zweiten Kellerebene. Vorrangig ging es dabei um den Anschluss der Versorgungsmedien und den Bau der Sozialräume mit Sanitäreinrichtungen.

- 2023 Der Rohbau der unterirdischen Leichenhalle war abgeschlossen und die Innenausbauten wurden weitergeführt. Im untersten Keller wurden die neuen Medienanschlüsse realisiert. Allein für diesen Bauabschnitt wurden insgesamt 3500 Tonnen Beton benötigt. Gleichzeitig begann die Planung der weiteren Baumaßnahmen. Die vier Bauabschnitte betreffen den Bereich vom künftigen „Ofen 3“, das zentrale Treppenhaus, die Abstützung des Wirtschaftshofes und der Bau der dritten Leichenhalle. Die Entwürfe waren bis zum Jahresende 2023 größtenteils fertiggestellt und die technischen Einbauten eingeordnet. Ein zweiter Fahrstuhl wurde in der neuen Leichenhalle montiert. Zudem konnte der Innenausbau des 2. Kellergeschosses abgeschlossen werden und der Heizkreislauf ging in Betrieb.

- 2024 Das Dach der alten Leichenhalle wurde mit dem Neubau verbunden und ein Notausgang im ersten Obergeschoss der Leichenhalle geöffnet. Die alte Friedhofsmauer aus rotem „Dobritzer Granit“ wurde an dieser Stelle wieder aufgebaut und die Tafel der Gedenkstätte für die 16 ermordeten kriegsgefangenen Zwangsarbeiter eingesetzt. Außerdem konnte der neue Werkstattbereich, die Garderobe und die beiden Duschräume im 2. Kellergeschoss fertiggestellt werden.[7]

## Architektur
Der Krematoriumsbau in Meißen ist ein Beispiel für die Baukunst der frühen 1930er Jahre. Er entspricht somit der Architektur der schlichten Sachlichkeit. Der Hauptbau ist in kubischer Form ausgeführt. Ein deutliches Streben nach Monumentalität ist besonders an der Vorhalle erkennbar. Der Bau ist rau geputzt, klar gegliedert und wurde flach gedeckt. Zu beiden Seiten befinden sich niedrige Seitentrakte. Die hohe Feierhalle dominiert mit ihren an jeder Seite fünf betonten hohen Fenstern. Der Portikus wurde aus rotem Porphyr schmucklos ausgeführt. Ein großes Medaillon mit aufsteigender Phönixgestalt über dem Eingang weist deutlich auf die Feuerbestattung hin. Über dem Portikus findet sich die überlebensgroße Skulptur, die auch als eine Pietà bezeichnet werden kann. Ursprünglich lagen in den Seitentrakten der beiden Seiten Kolumbarien, die durch jeweils drei Zugänge betreten wurden. Heute befinden sich hier Aufenthalts- und Büroräume. Auf der Rückseite liegt ein großes rundes Fenster, das zur indirekten Beleuchtung der Orgelempore dient. Im farbigen Mosaik der Parentationshalle befindet sich unten ein niedriges Tor, damit der Sarg vom Aufbahrungsraum auf den Katafalkplatz geschoben werden kann. Im Untergeschoss sind die Verbrennungsapparate untergebracht, die in direkter Verbindung mit der Versenkungsanlage stehen. Eine bereits im Jahre 1906 gebaute Leichenhalle schließt sich nordöstlich im hinteren Bereich der Feierhalle an. Sie wurde später mit der Parentationshalle verbunden. Die durch den Anbau zur Leichenhalle von außen nun nicht mehr einsehbare zweiflüglige Tür zur einstigen Anlieferung zeigt im Schmuckgitter zwei Urnenschalen, aus denen Rauch emporsteigt. Der Schornstein steht im hinteren Bereich links separat neben der Feierhalle. Die beiden Urnenmauern vor dem Bau fügen sich harmonisch in das vorhandene Baukonzept ein. Diese Urnenanlage schließen zwei große braune Deckelvasen von Börner mit stilisiertem Trauertuch ab.

## Künstlerische Ausstattung
Der Manufakturist Emil Paul Börner engagierte sich bei der künstlerischen Ausgestaltung der Feierhalle stark. Bei der Ausgestaltung des Krematoriums zeigte der Künstler seine Vielseitigkeit im Umgang mit den verschiedensten Materialien. Eine heute nicht mehr erhaltene Ausmalung der Feierhalle schuf nach Entwürfen Börners der Dresdner Kirchenmaler Max Helas. Börner war oft vor Ort und arbeitete selbst an den Malereien mit. Oberhalb der Katafalknische gab es ursprünglich eine Malerei von Börner. Zwei Engel wiesen mit ausgestreckten Armen von oben auf den Aufbahrungsplatz hin. Auch diese Malerei ist nicht erhalten geblieben. Ein erhalten gebliebenes italienisches Steinmosaik hat Max Helas im Jahre 1936 in der Parentationshalle nach Entwürfen von Börner gestaltet.
Börner engagierte sich noch mehr für den Schmuck der Feierhalle und entwarf die farbigen Darstellungen der insgesamt zehn schmalen, vertikal betonten Glasfenster, die durch zahlreiche Querstreben akzentuiert sind. Ein großes Schmuckgitter aus Holz ist zur Empore des dahinterliegenden Chorraums angebracht. Das Querstreben-Muster findet sich auch in den Verkleidungen der Heizkörper sowie den beiden Türknöpfen am Eingang zur Feierhalle und in den Glaslampen vor der Halle wieder. Die großen dunkelroten Tonvasen, die Börner in den Teichert-Werken herstellen ließ, zieren den Eingangsbereich. Vollständig mit braunroten Keramikfliesen ist der Aufbahrungsraum ausgekleidet. Einzelne Fliesen sind mit Sprüchen über Tod, Auferstehung und Andacht versehen. Die gewählte Schriftart nebst Symbolen erinnert an die vielen Inschriften auf Münzen und Medaillen, die Börner schuf. Im Außenbereich ist eine Skulptur von Börner am Portikus der Halle angebracht – wiederum ein Werk, das in den Teichert-Werken hergestellt wurde. Die Figurengruppe stellt dabei die Trennung der unsterblichen Seele von der sterblichen Körperhülle dar. Ursprünglich gab es von der Figurengruppe noch eine kleinere Ausführung von Börner in Biskuitporzellan, die sich an einer Wand im Hinterbliebenenraum des Krematoriums befand. Dieses Werk ist in den Jahren 1944 bis 1954 verschwunden. Der Aufruf über den Verbleib der Pietà im Jahre 2016 in verschiedenen Zeitschriften blieb bisher (Stand: 2017) ohne Ergebnis. Eine weitere Arbeit Börners befindet sich oberhalb der zweiteiligen kassettierten Eingangstür. Hier ist ein großes Medaillon mit Phönix angebracht. Die dort ebenfalls angebrachten Glaslampen stammen aus dem Jahre 1931.

## Technik
Das Krematorium Meißen hat zwei Einäscherungsöfen, die in den Jahren 1950, 1968 und 1993 modifiziert wurden. Die beiden Etagenöfen zeichnen sich durch eine sehr kurze Einäscherungszeit aus, somit ist ein Einfahrrhythmus von 35 bis 45 Minuten möglich. Dabei arbeiten die Öfen mit sehr wenig Gas, der Verbrauch liegt unter 5 Kubikmeter pro Einäscherung. Die Rauchgase werden im Kühlsystem mit den drei Wärmeübertragungsarten Strahlung, Konvektion und Wärmeleitung abgekühlt. Das Grundprinzip ist dabei Luft–Luft–Kühler und Luft–Wasser–Kühler. Die Rauchgase werden anschließend in einem Metallpatronenfilter physikalisch gereinigt und die chemischen Schadstoffe in einem regenerierbaren Mehrschichtfestbett abgeschieden und durch katalytische Vorgänge umgesetzt. Das Kohlenmonoxid wird mit einem weiteren katalytischen Niedertemperaturverfahren beseitigt und gleichzeitig die Zusammensetzung der Rauchgase kontinuierlich überwacht. Die maximale Einäscherungskapazität beträgt momentan 84 Verstorbene pro Tag. Standardmäßig wird die gesamte Anlage über Rechner gesteuert, sie kann aber jederzeit auch manuell betrieben werden. Sämtliche Stellplätze in der Leichenhalle sind gekühlt. Tiefkühlzellen gibt es nicht.

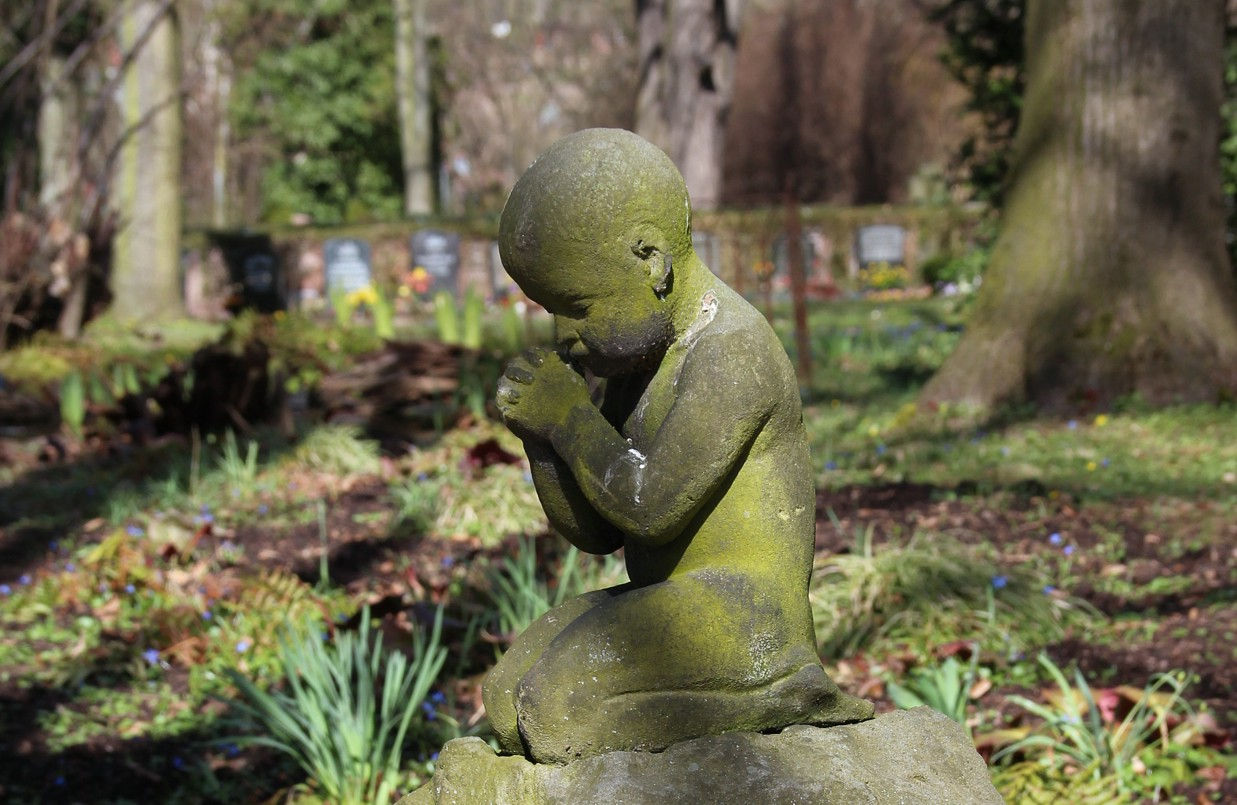
Skulptur am Krematorium Meißen
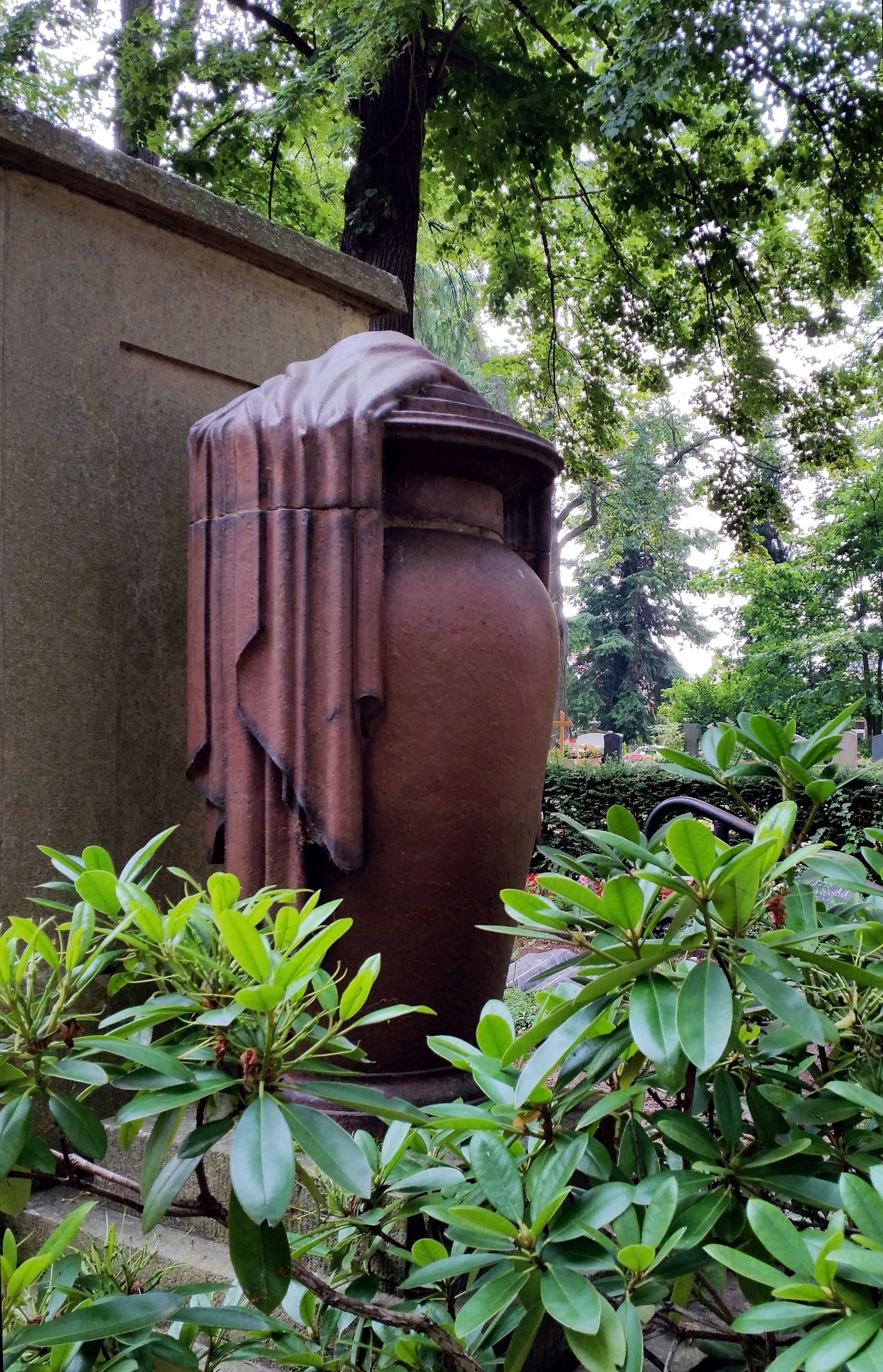
Deckelvase im Außenbereich vom Krematorium Meißen
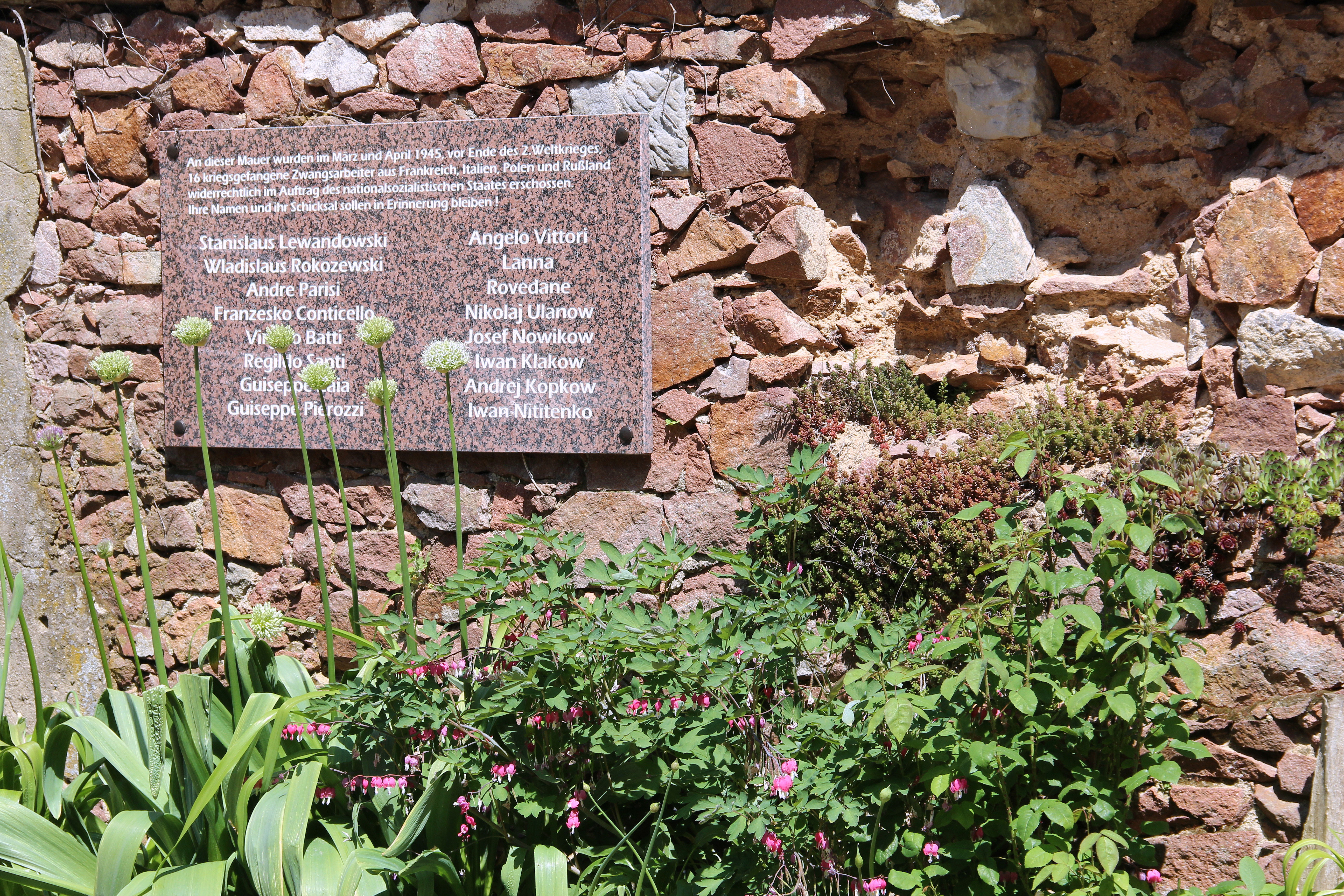
Tafel der Gedenkstätte am Krematorium Meißen
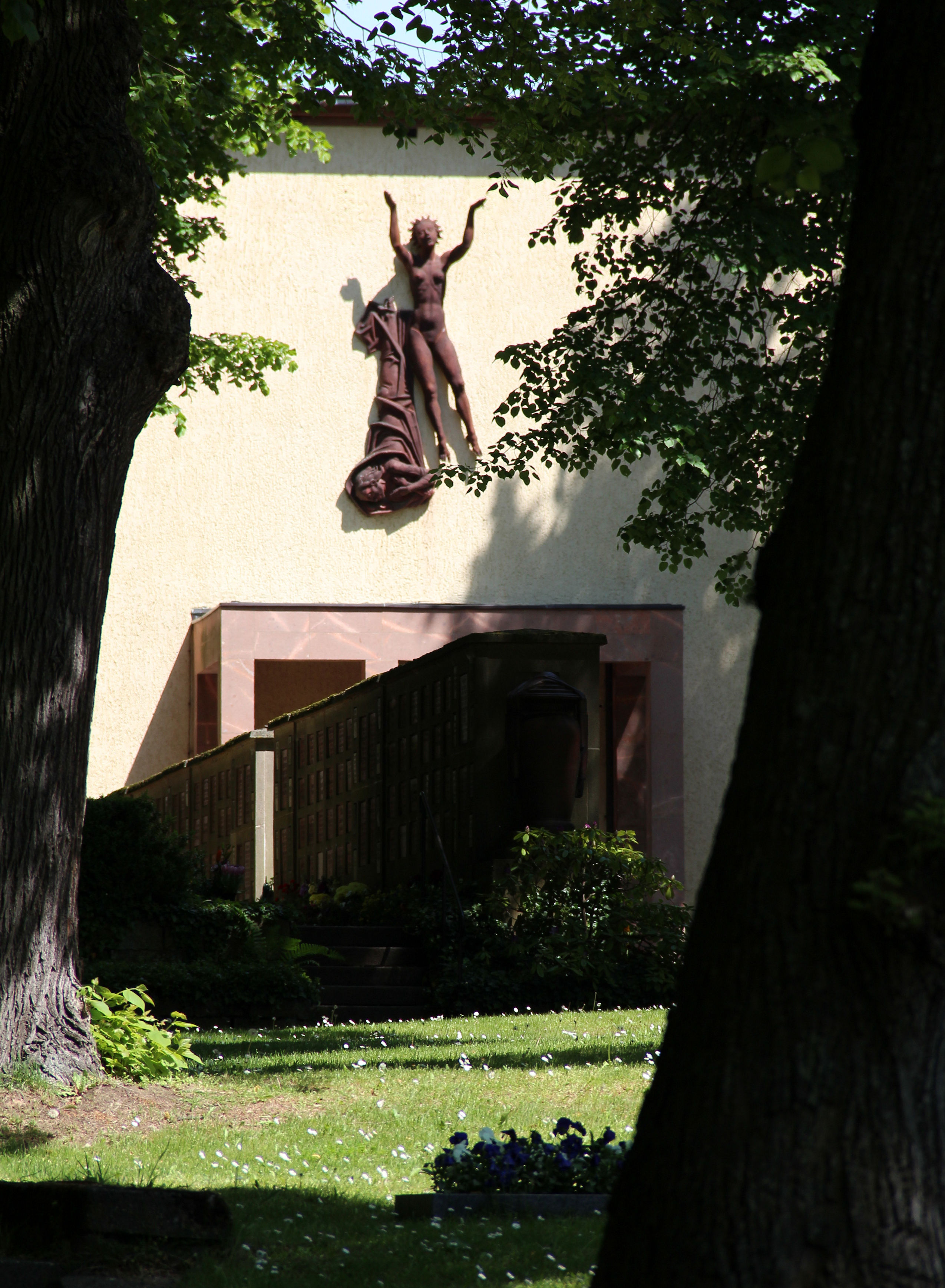
Parentationshalle Krematorium Meißen
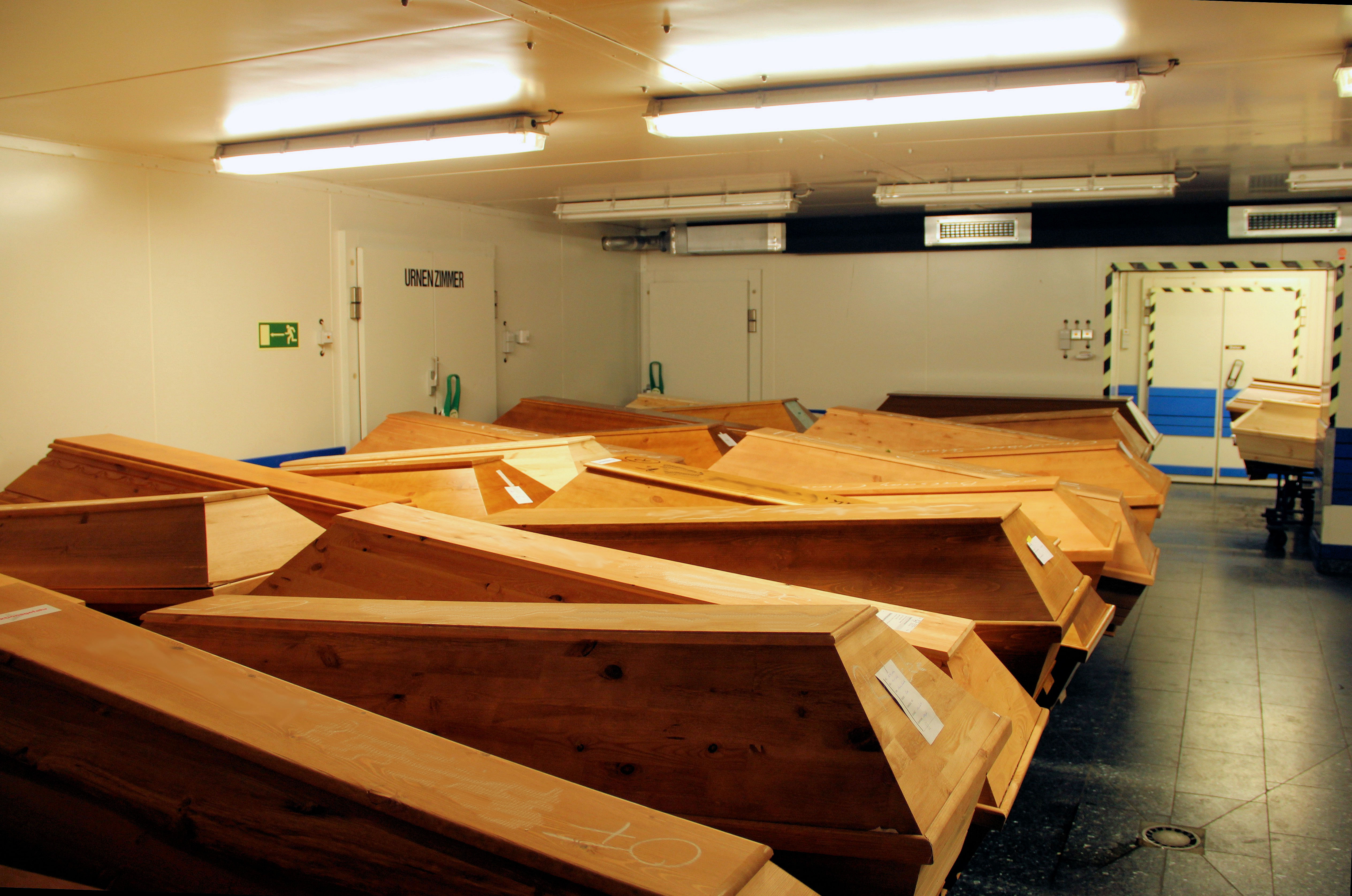
Leichenhalle im Krematorium Meißen
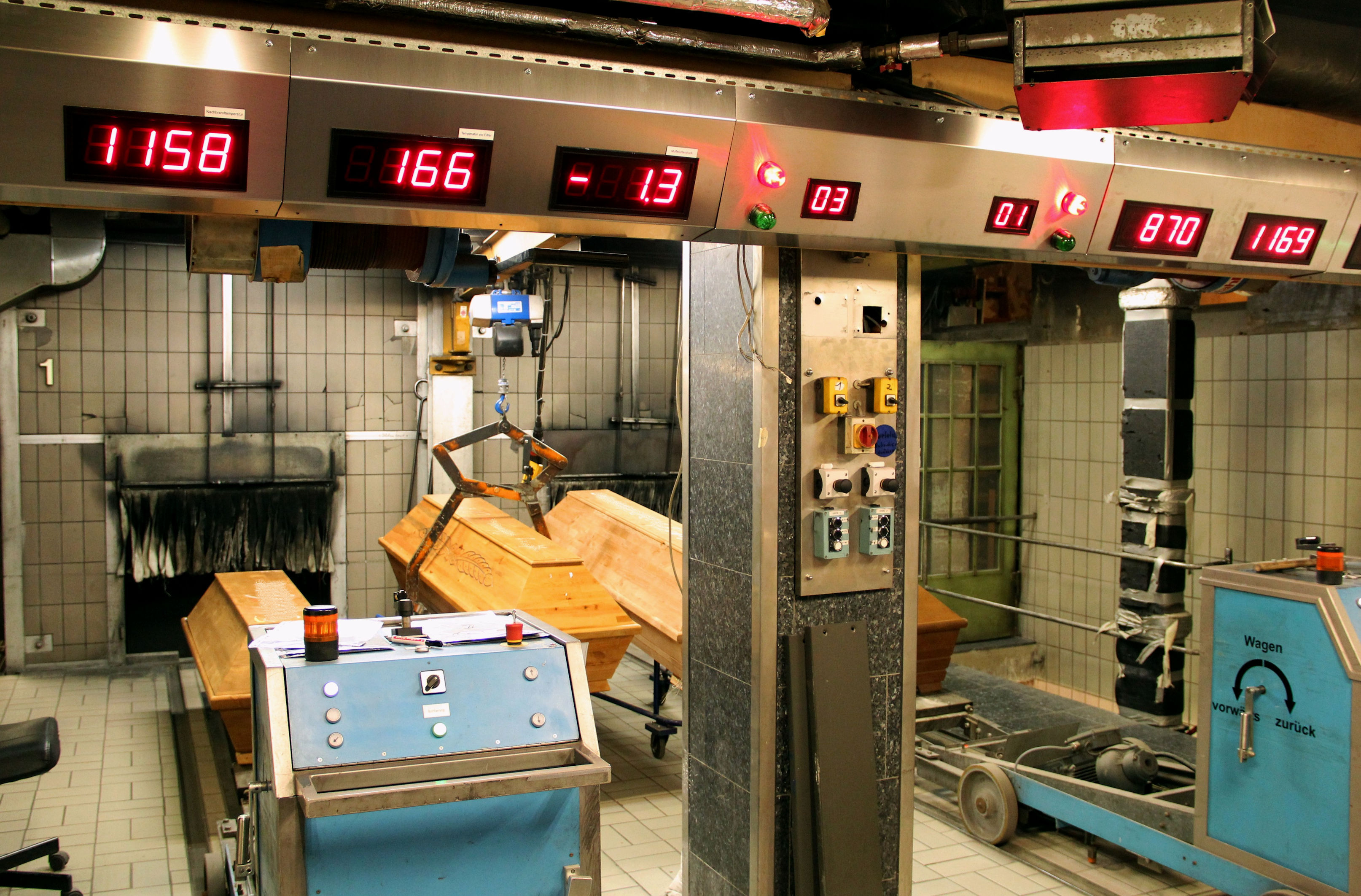
Einäscherung im Krematorium Meißen

## Gedenkstätte
Unweit der Parentationshalle befindet sich auf dem Gelände des Krematoriums seit 2014 eine Gedenktafel an der Friedhofsmauer, auf der die 16 ermordeten kriegsgefangenen Zwangsarbeiter aus Frankreich, Italien, Polen und Russland namentlich aufgeführt sind. Davor befindet sich eine mit Blumen und Pflanzen geschmückte Fläche. In der Zeit vom 29. März bis zum 11. April 1945 starben an dieser Stelle Menschen, ohne ein gerichtliches Urteil erhalten zu haben, den Hinrichtungstod. Die Exekutionen durch einen Schuss in den Hinterkopf wurden vom damaligen Stadtrat angeordnet.

## Ethik- und Religionsunterricht, Führungen
Zum Thema „Leben und Tod“ werden im Krematorium regelmäßig kostenlose Führungen für jedermann durchgeführt, dessen Ablauf auch einer besonderen Ausbildungsform und der jeweiligen Aufgabenstellung angepasst werden kann. Im Jahre 2017 gab es ca. 70 Vorträge und Betriebsführungen mit ca. 1300 Besuchern. Insgesamt haben bereits ca. 19.000 Besucher an solch einer Führung teilgenommen. Die Führungen richten sich dabei speziell an Schüler und Klassen, sowie Berufsschüler und Studenten, welche dazu aus dem gesamten Freistaat Sachsen, aus Brandenburg und anderen Bundesländern anreisen. Auch Mitarbeiter sozialer und medizinischer Einrichtungen und jeder interessierte Bürger kann sich den Führungen anschließen. Beim Rundgang werden alle Betriebsräume erklärt. Die Schüler erhalten eine Einführung in die Problematik der Trauer und der Trauerbewältigung. Weiterhin wird eine Feier in der Parentationshalle nachgestaltet und auf die einzelnen Bestattungsarten, das Friedhofswesen sowie die Bestattungsgeschichte näher eingegangen. Die unterschiedlichen Bestattungskulturen in Deutschland und der Welt sind ebenfalls ein wichtiger Schwerpunkt jeder Führung. Es folgt ein freiwilliger Rundgang durch die Feuerbestattungsanlagen, wo der reale Betriebsablauf bis zum Verschluss der Urnenkapsel gezeigt wird und auch ein Blick in den Kremierungsofen möglich ist. Dabei wird auch der technische Ablauf einer Kremierung und das wichtige Thema Umweltschutz erklärt. Ebenfalls freiwillig gestaltet sich der Besuch der Leichenhalle. Hier wird die Thematik der Aufbewahrung (Zeiten, Temperaturen), das Verhalten beim Eintritt eines Sterbefalls, die Bedeutung der 1. und 2. Leichenschau und die Sterblichkeitsstatistiken besprochen und einzeln vorgestellt. Anschließend folgt eine Diskussionsrunde in der über Lebensrisiken wie Nikotin, Alkohol, Drogen, Selbstmord, Straßenverkehr und Magersucht gesprochen wird sowie weitere Fragen gestellt werden können.
Zusätzlich werden für Auszubildende und Studierende in medizinischen oder pflegerischen Berufen entsprechende Einweisungen zur Erstversorgung, Vorbereitung, Waschen, Anziehen, kosmetische Arbeiten am Verstorbenen in den entsprechenden Arbeitsräumen durchgeführt. Der Umgang mit Sterbenden und Hinterbliebenen aber auch Trauerpsychologie sowie die Bewältigung der einzelnen Trauerphasen sind dabei ein wichtiges Thema. Für nichtmedizinische Ausbildungsformen werden Themenkreise wie Umweltschutz, Kühlung, Prozessführung, Verbrennungsführung, chemische und physikalische Abreinigungsverfahren und Methoden sowie Betriebswirtschaft und Rechnungswesen in öffentlichen Unternehmen näher vorgestellt, was ebenfalls kostenlos ist.

## Kulturkrematorium – Vorträge und Ausstellungen
Seit 2018 gibt es in der Parentationshalle des Krematoriums auch biografische und kulturelle Vorträge sowie wissenschaftlich ausgerichtete Ausstellungen deren Inhalte sich vorwiegend mit bekannten Persönlichkeiten der Stadt Meißen, dem Gebäude selbst oder regional bezogenen Themen beschäftigen. Diese Veranstaltungen finden meist an einem Sonntag und bei freiem Eintritt statt. Die Ausstellungen sind dabei während den Geschäftszeiten für Besucher zugänglich. Aktuell ist in der Parentationshalle die Ausstellung vom städtischen Bestattungswesen Meißen "MEISSEN BEKOMMT EIN KREMATORIUM", mit Exponaten aus der Bauzeit der Einäscherungshalle vor neunzig Jahren zu sehen.

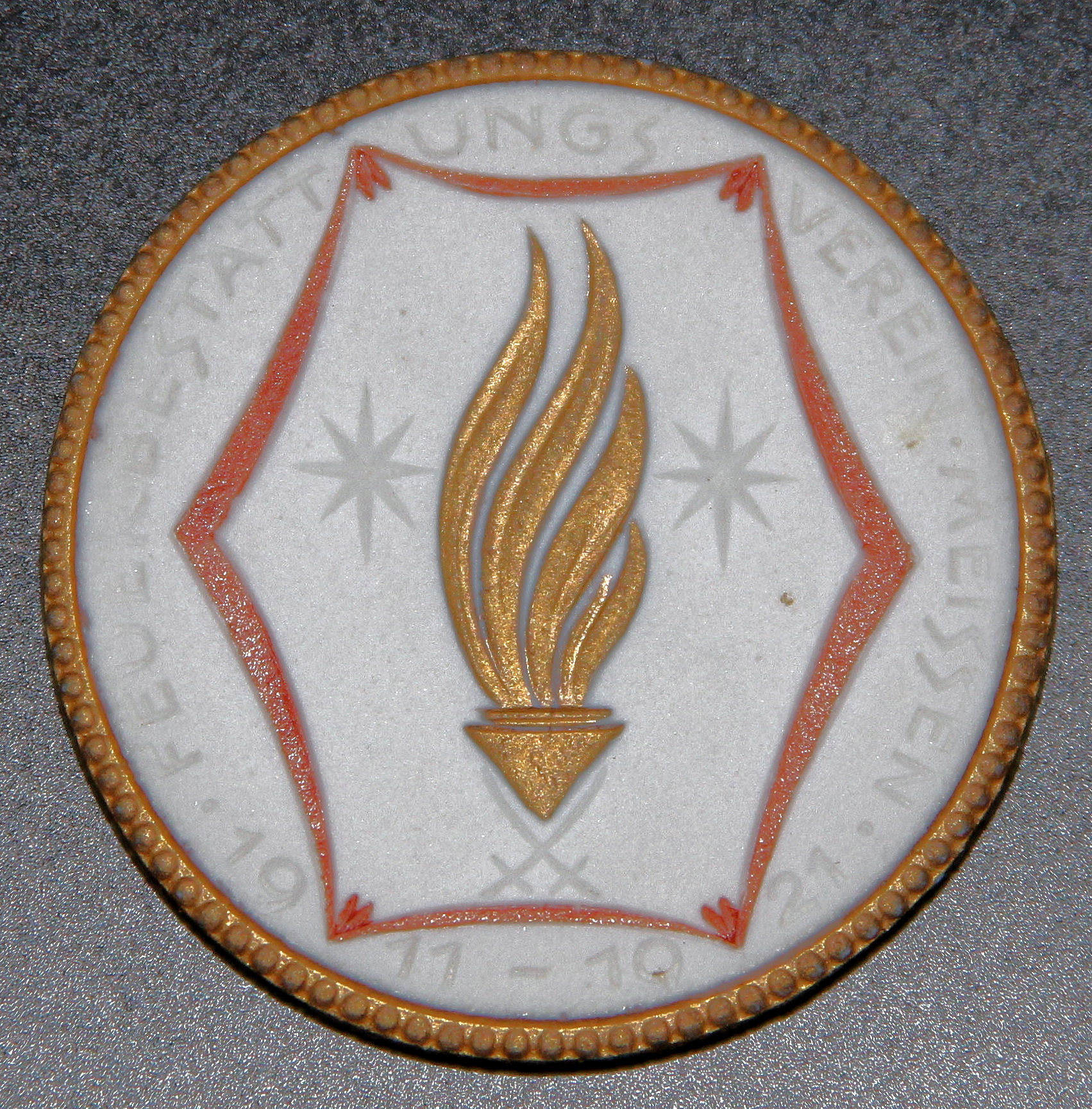
Eine Medaille vom Feuerbestattungsverein Meißen von 1921
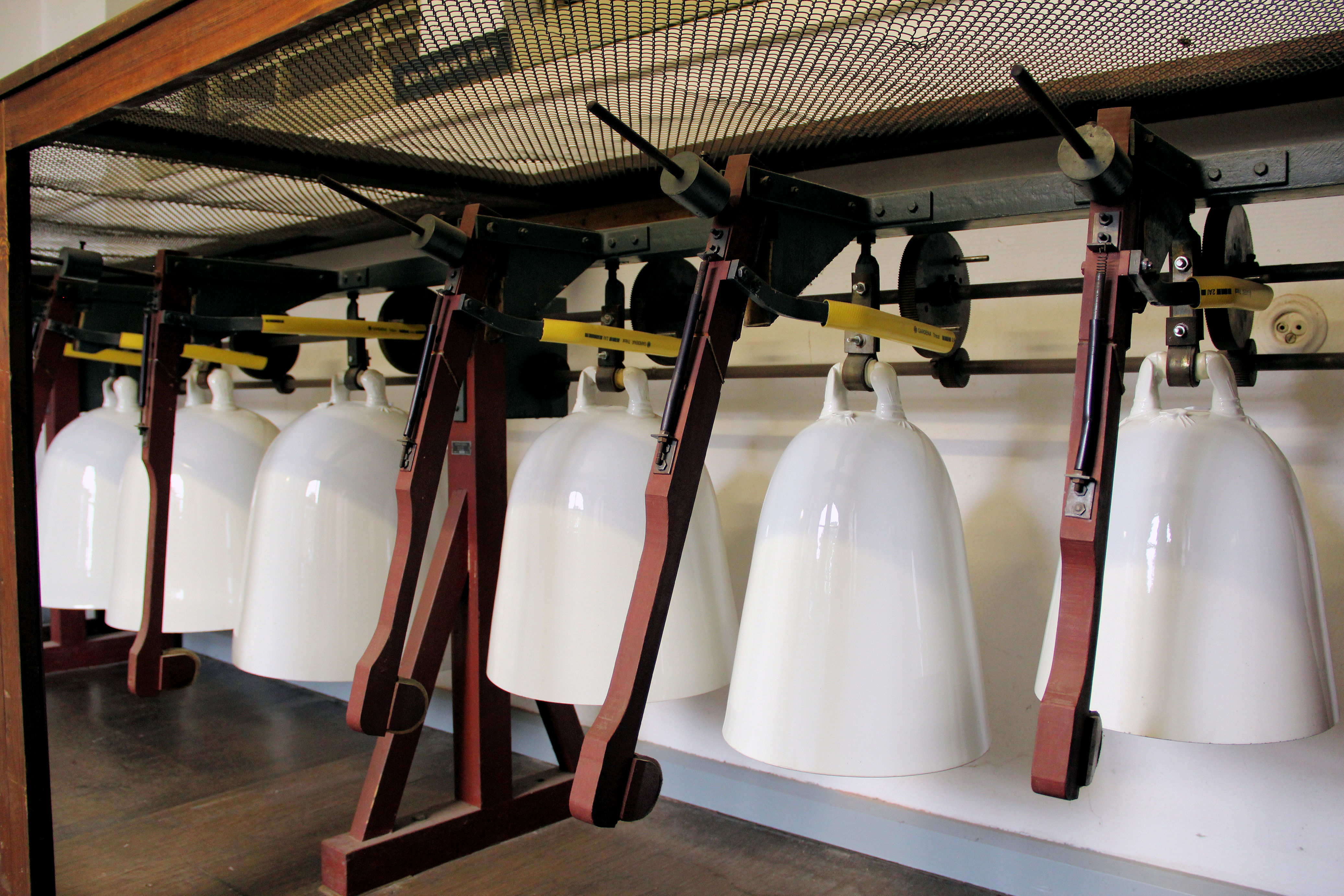
Porzellanglockenspiel von 1932 auf der Orgelempore
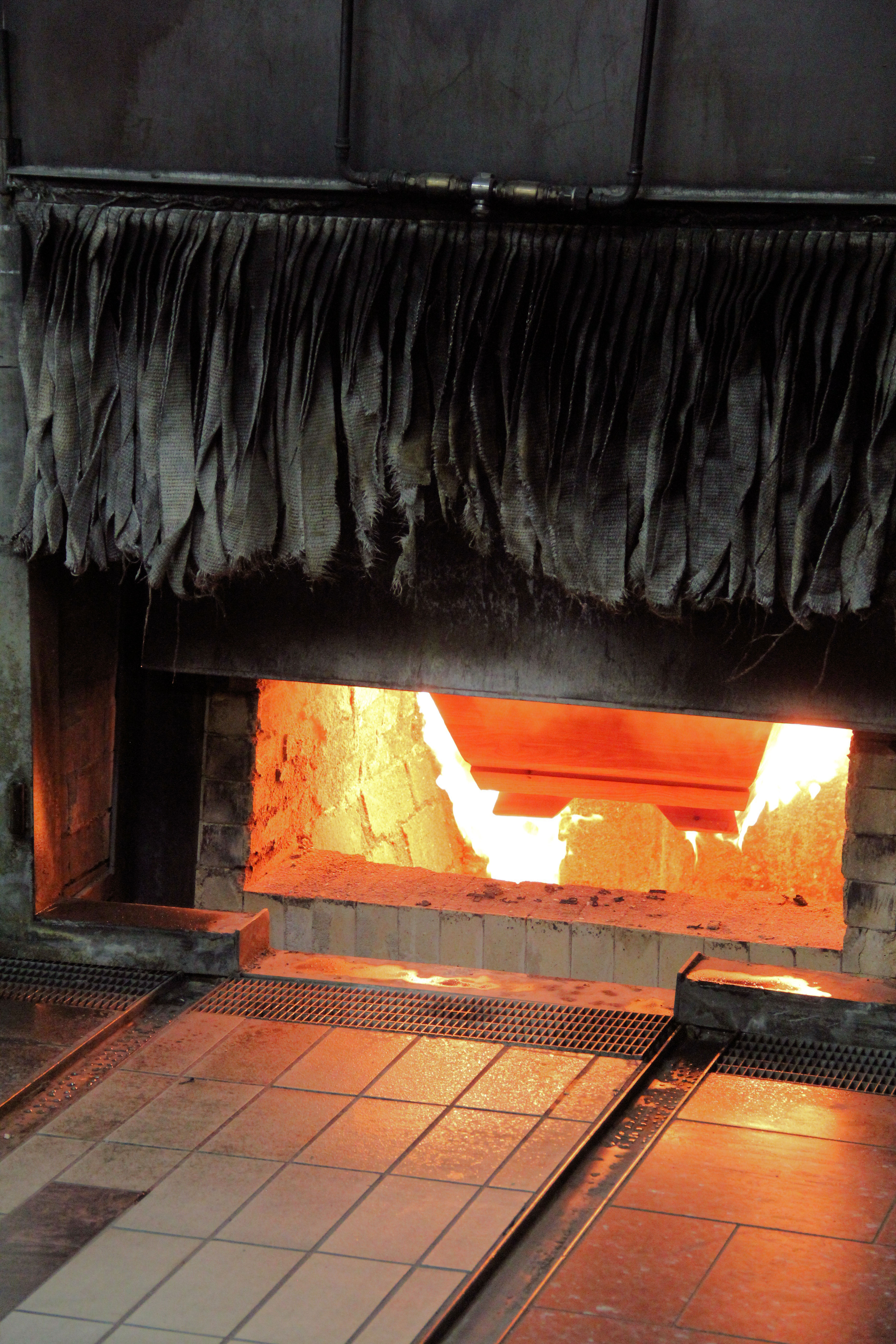
Kremierung im Krematorium Meißen
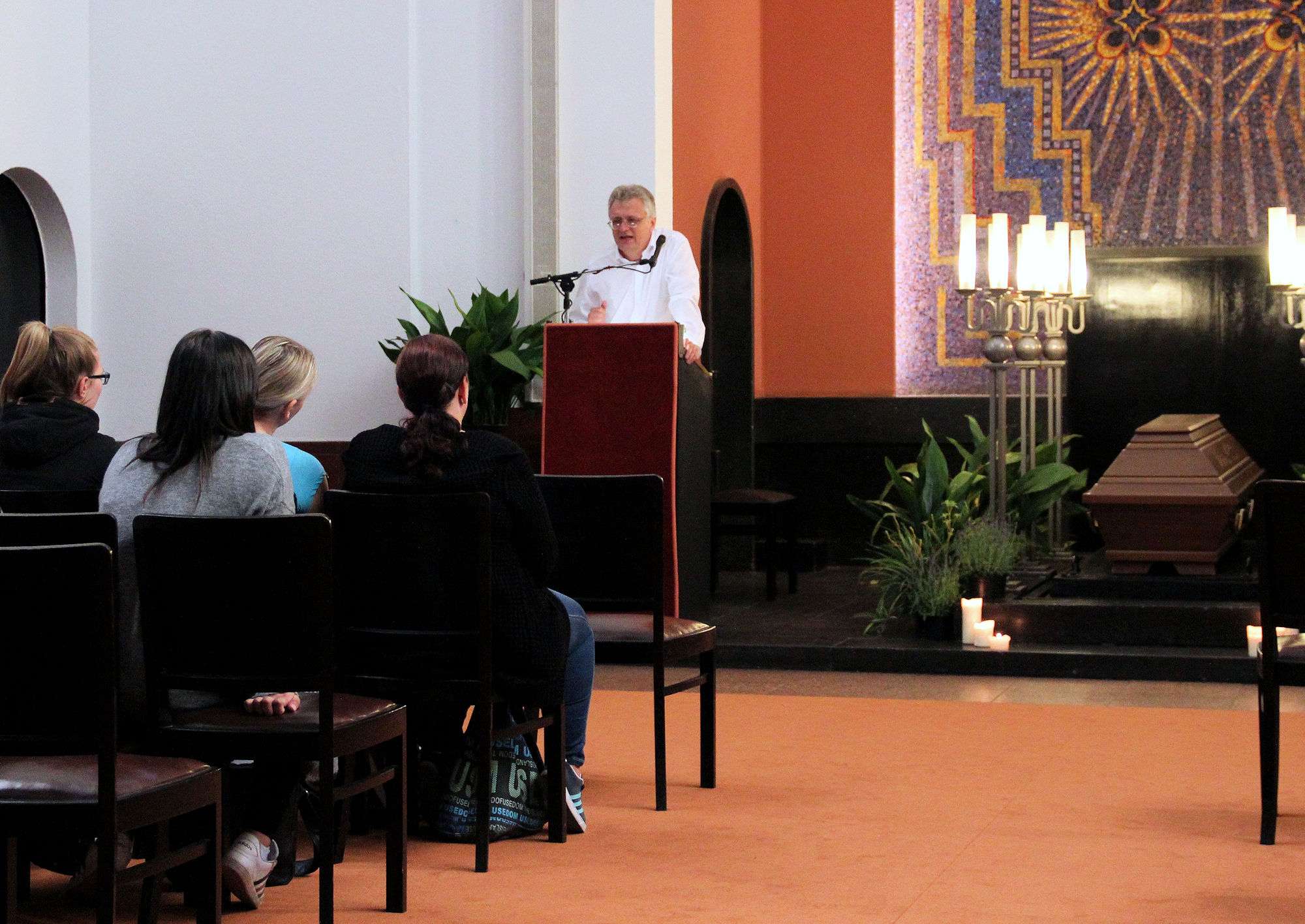
Ethikunterricht im Krematorium Meißen
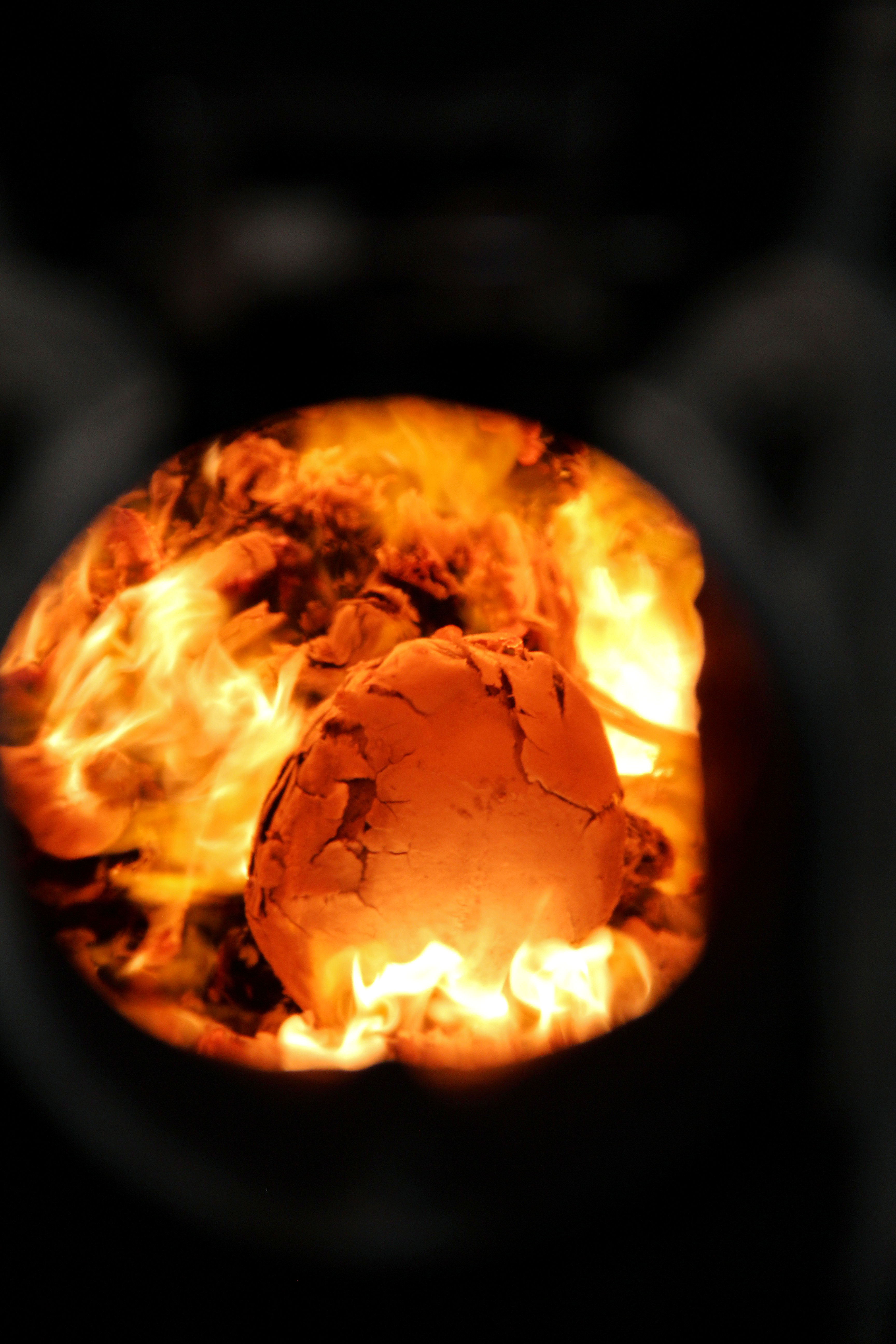
Blick in einen Kremierungsofen im Krematorium Meißen
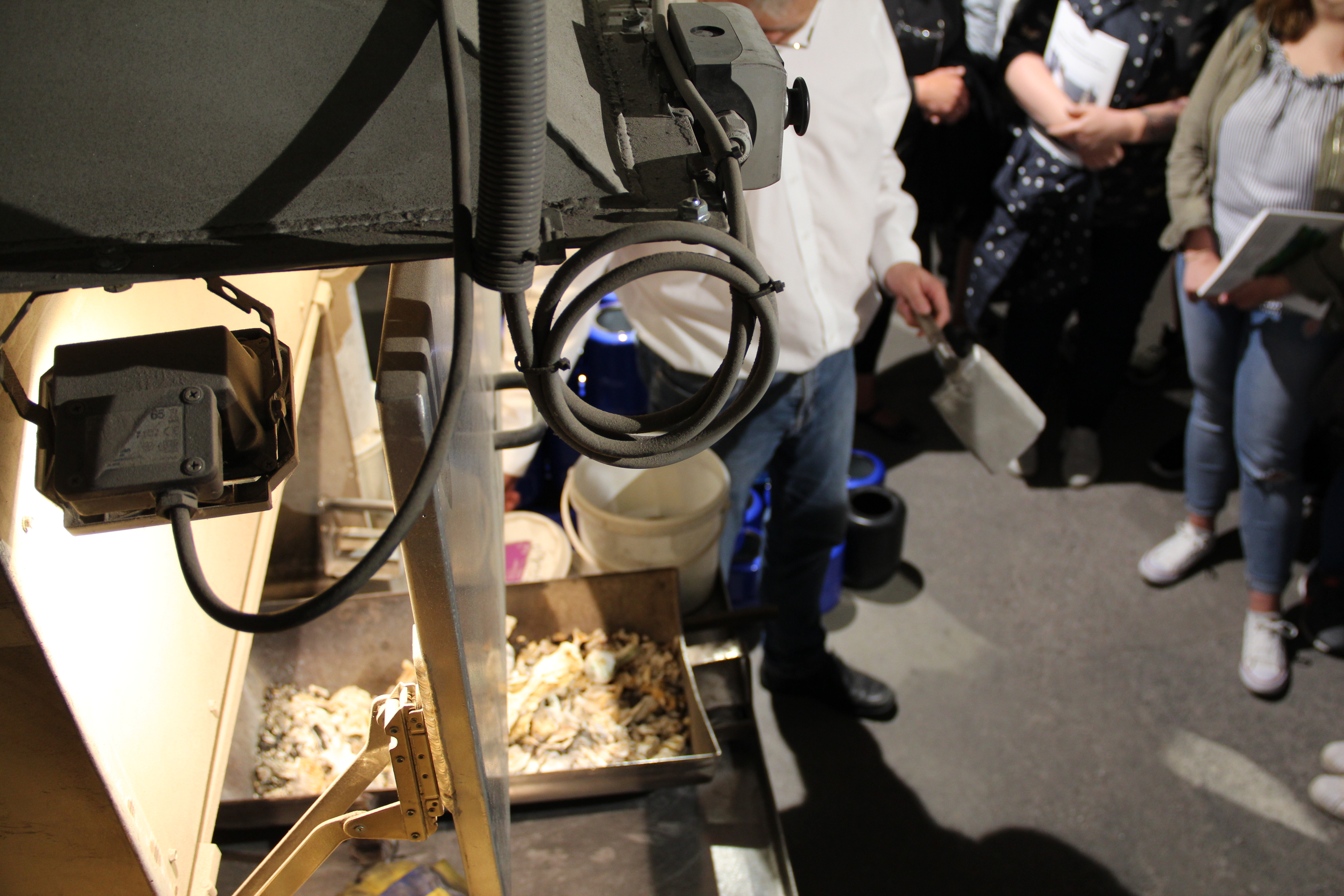
Thema Ascheaufbereitung im Ethikunterricht Krematorium Meißen
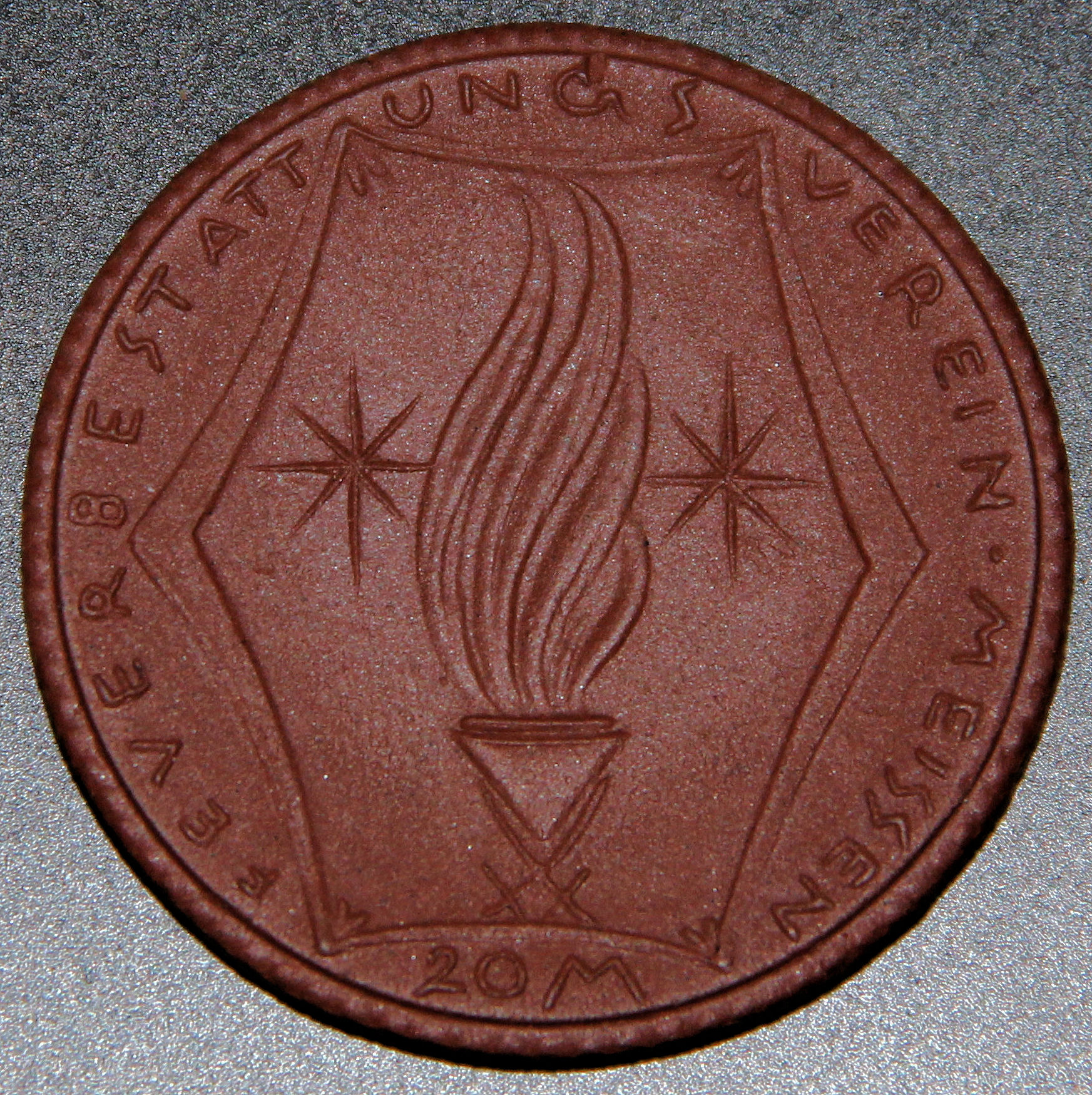
Eine 20-Mark-Münze vom Feuerbestattungsverein Meißen

## Porzellanglockenspiel
Im Jahre 1932 wurde von Emil Paul Börner ein Porzellanglockengeläut mit vorerst vier Glocken aus Meißner Porzellan eingebaut. Bereits 1938 hat man dann die Glocken auf sechs erweitert und damit das ehemalige Geläut in ein Glockenspiel umgewandelt. Bei der Erweiterung wurden einige Glocken und deren einstige Position im Spiel ausgetauscht. Die ältesten Glocken sind dabei noch immer an den verzierten „Schalllöchern“ im oberen Teil erkennbar. Das Glockenspiel sowie die alte Antriebsmechanik nebst Anschlagtechnik ist auch noch heute (Stand: 2020) im Betrieb. Die Glocken sind F, G, E, Gis, C und C’ gestimmt. Die original erhaltene Spielmechanik stammt von der Uhrenfabrik Bernhard Zachariä aus Leipzig. Das Glockenspiel befindet sich im Chorraum oberhalb der Aussegnungshalle und ist somit nicht direkt sichtbar. Es wird zu Beginn jeder Trauerfeier für ca. dreißig Sekunden oder während der feierlichen Überführung in die Aussegnungshalle für ca. eine Minute gespielt. Es erklingt eine charakteristische Melodie, welche nicht nur die feierliche Zeremonie begleitet, sondern auch zeitgleich eine Signalfunktion beinhaltet. Nach aktuellen Recherchen befinden sich im Spiel vom Krematorium Meißen die beiden bisher größten gestimmten Porzellanglocken der Welt aus Meißner Porzellan, die keine Schau- und Ausstellungsstücke sind, sondern regelmäßig gespielt werden.

## Münzen und Medaillen
Die Spendenmünzen, die der Feuerbestattungsverein Meißen bei der Porzellanmanufaktur Meißen in Auftrag gegeben hatte, gibt es mit und ohne Wertangabe. Es gibt dabei offiziell Stücke aus braunem Feinsteinzeug und weißem Biskuitporzellan. Dabei kommen auch farbig variierende Proben mit Dekor vor. Die Entwürfe stammen von Emil Paul Börner. Zunächst sollte noch die Wertangabe von „20 M“ (für Mark) unten auf der Vorderseite erscheinen und damit den geplanten Verkaufspreis benennen. Später wurde darauf verzichtet und das Motiv auf der Vorderseite noch geändert, die Rückseite mit dem aufsteigenden Phönix blieb dagegen unverändert. Hergestellt wurden die Stücke in einer Gipsform und mit Metallstempeln. Es gibt zahlreiche Material- und Farbvarianten. Alle Stücke tragen kein Prägejahr, wurden aber im Jahre 1921 hergestellt.
- Beschreibung Vorderseite: In dem von gebogenen Doppellinien gebildeten rhombusförmigen Sechseck, das auch als Sarg gedeutet wird, sind die oberen und unteren Ecken nach innen verziert. Im Sechseck befindet sich eine Urne mit lodernder Flamme, links und rechts je ein Kreuz mit je zwei diagonalen Strahlen und die aufrechtstehenden Kurschwerter. Umschrift: FEUERBESTATTUNGSVEREIN MEISSEN und darunter 20 M, auch ohne Wertangabe vorkommend.
- Beschreibung Rückseite: Ein aus der Flamme aufsteigender Phönix mit dem Kopf nach links. Um das Motiv herum abwechselnd acht fünfstrahlige Sterne, die zum Teil radial ausgerichtet sind, und acht kleine Urnen mit Flamme.

Im Jahre 1925 fand am 28. und 29. März 1925 ein Verbandstag der Sächsischen Feuerbestattungsvereine in Meißen statt. Aus diesem Anlass wurde eine Medaille aus Steinzeug herausgegeben. Sie entstand ebenfalls nach einem Entwurf von Emil Paul Börner. Diese Medaillen wurden mittels Stahlstempel geprägt.
- Beschreibung Vorderseite: In dem von gebogenen Doppellinien gebildeten rhombusförmigen Sechseck, das auch als Sarg gedeutet wird, befindet sich eine Urne mit lodernder Flamme, links und rechts je ein achtstrahliger kleiner Stern. Umschrift: VERBANDSTAG SÄCHS. FEUERBESTATTUNGSVEREINE IN MEISSEN AM 28. u 29. III. 1925.
- Beschreibung Rückseite: Die beiden Westtürme des Meißner Doms. Links und rechts je ein achtstrahliger Stern und die Kurschwerter der sogenannten „Pfeifferzeit“, mit dem Punkt zwischen den Klingenspitzen. Umschrift oben: 1925. Umschrift unten: MEISSEN.[14]

## Einäscherungen
Unter den zahlreichen Personen, die im Krematorium Meißen eingeäschert wurden, sind u. a.:
- Rolf Ludwig (1925–1999),[15] Urne bestattet auf dem „Neuen Friedhof“ in Benz (Usedom)
- Erich Mielke  (1907–2000),[15] Urne bestattet auf dem Zentralfriedhof Friedrichsfelde (Berlin)
- Lotte Ulbricht (1903–2002),[15] Urne bestattet auf dem Friedhof Weißensee (Berlin)
- Jiří Vršťala (1920–1999)[15]

## Sonstiges
- Ein kleiner Teil der Asche aus der ersten Einäscherung auf dem Gebiet des heutigen Deutschland wird noch heute im Krematorium Meißen aufbewahrt.[16] Sie fand am 9. Oktober 1874 im   Siemens-Glaswerk auf der Freiberger Straße in Dresden statt und war gleichzeitig die weltweit erste Einäscherung in geschlossenem Feuer.[17] Die Tote war die Engländerin Katherine Dilke (geb. Snell, 1842–1874), erste Ehefrau des britischen Unterstaatssekretärs Sir Charles Dilke (1843–1911). Sie hatte diese Form der Bestattung in ihrem Testament festgelegt.[18] Neben dem Krematorium Meißen bewahrt auch das Stadtarchiv Dresden[19] etwas von Lady Dilkes Asche auf.
- Die im Jahre 1931 beschaffte Bestuhlung für Feierhalle und Aufbahrungsraum ist mit ihren insgesamt 126 Eichenstühlen mit Lederpolsterung noch im Original erhalten geblieben und wurde 1993 saniert.
- Zeitschrift: Die als Nachrichtenblatt des ehemaligen Feuerbestattungsvereins Meißen und Umgebung und seit dem Jahre 1928 herausgegebene Zeitschrift „Die Urne“ erschien bis zum Zweiten Weltkrieg monatlich. Sie diente der Förderung der Feuerbestattung in Sachsen. Dabei bezeichneten sich Verein und Redaktion als politisch und kirchlich neutral. Nach ihrer Einstellung erschien erst wieder im Jahre 2006 eine Nummer dieser Zeitschrift unter dem nun geänderten Namen „Die Meißner Urne“. Sie erscheint nun jährlich. Herausgeber ist das Städtische Bestattungswesen Meißen GmbH Krematorium. Inhalt der Zeitschrift sind Themenberichte über Bestattungsmethoden und Bräuche aus der gesamten Welt, Schwarzer Humor und Rätselseite, Informationen zum Krematorium, aktuelle Preisstrukturen und Infos zu Formalitäten der Einäscherung im Krematorium.
- Ein im Jahre 1931 angeschaffter Einfahrwagen aus Eichenholz verrichtet noch heute zuverlässig seinen Dienst.
- Das Städtische Bestattungswesen Meißen–Krematorium Meißen engagiert sich zusammen mit dem Volksbund Deutsche Kriegsgräberfürsorge sowie anderen Organisationen für die Kriegsgräber der Stadt Meißen und sorgt regelmäßig für deren würdigen Zustand.